# Bauernstraße 58a, Damaschkestraße 77

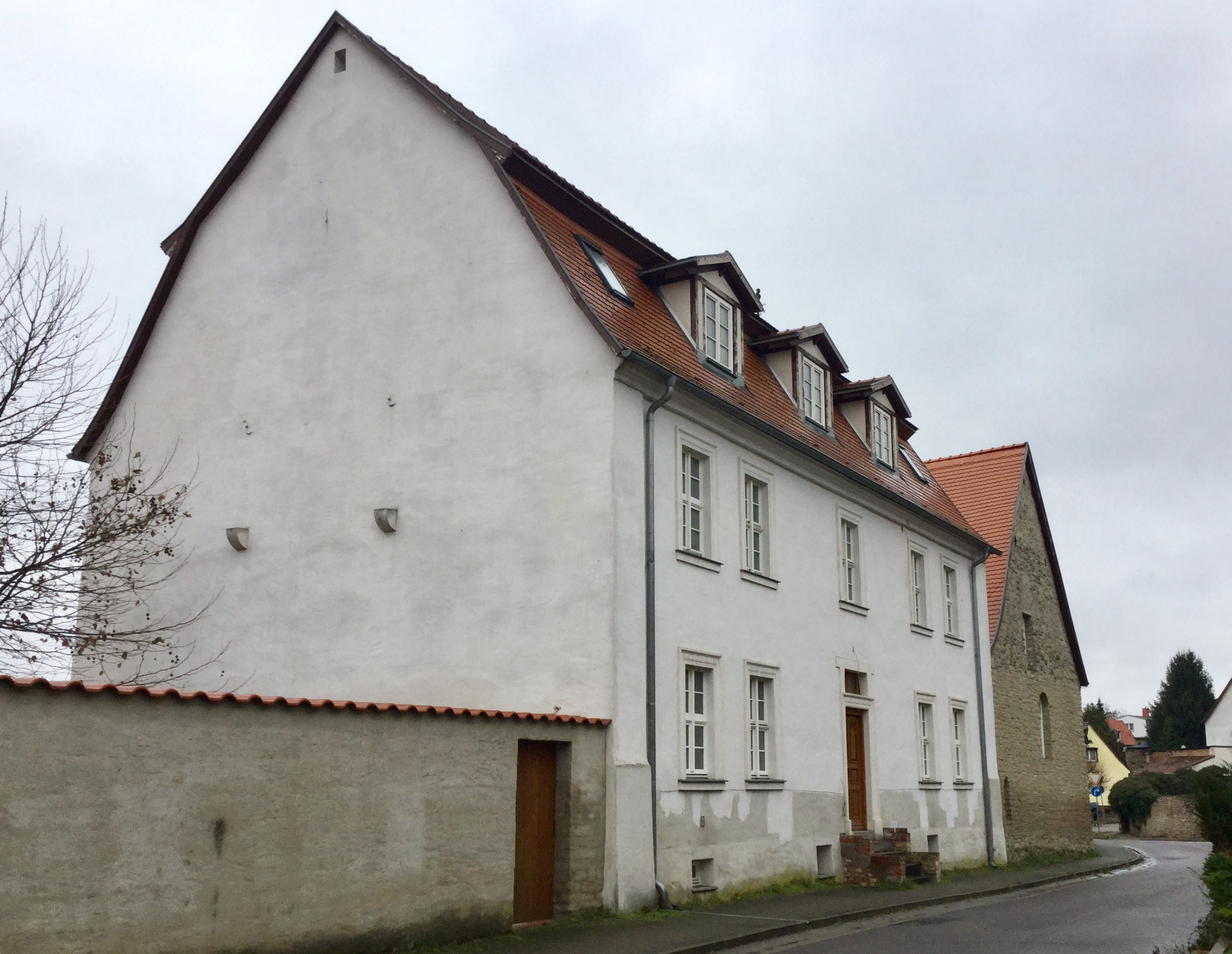
Gutshof Bauernstraße 58a, Damaschkestraße 77

Bauernstraße 58a, Damaschkestraße 77 ist die Bezeichnung eines denkmalgeschützten Gutshofs in Giersleben in Sachsen-Anhalt.
Er befindet sich im südlichen Teil des Ortszentrums von Giersleben.

## Architektur und Geschichte
Das repräsentativ gestaltete Wohnhaus des Gutshofs entstand im Barock im Jahr 1768, geht in seinem Kern jedoch bis auf das Mittelalter zurück. Besonders bemerkenswert sind ein Aborterker, zwei Konsolstützen und ein Wappenstein. Zum Gutshof gehören auch mehrere Nebengebäude. Einige sind mit spitzgiebeligen Fledermausgauben versehen. Teilweise bestehen darüber hinaus auch für Tauben vorgesehene Einfluglöcher. Die aus Bruchsteinen errichtete Toranlage verfügt über einen das Jahr 1762 benennenden Wappenstein.
Zum Gutshof gehört auch ein an der Ostseite befindlicher Stall. Er ist in seinem unteren Geschoss massiv aus Bruchsteinen errichtet, während das Obergeschoss in Fachwerkbauweise erstellt wurde.
Im örtlichen Denkmalverzeichnis ist der Gutshof unter der Erfassungsnummer 094 17248 als Baudenkmal verzeichnet.